# Captive Air Amphibious Transporter

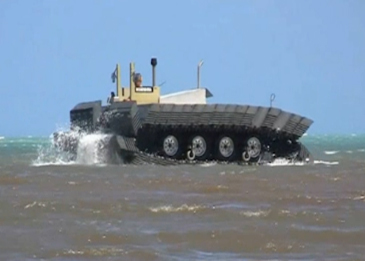
Prototyp CAAT v měřítku 1:5.

Captive Air Amphibious Transporter (zkráceně CAAT) je koncept obojživelného dopravního prostředku/transportéru firmy Navatek Inc., která jej vyvíjí na zakázku americké agentury DARPA. Je jedním ze čtyř částí plánu TEMP (Tactically Expandable Maritime Platform) pro krizové situace, dalšími jsou stabilizovaný palubní jeřáb (stabilizovaný vůči pohybu lodi, aby mohl bez nežádoucího kývání naložit CAAT), podpůrný modul pro zajištění elektrické energie, vody a dalších důležitých věcí, a bezpilotní motorový padákový kluzák, který má být schopen dopravit na pobřeží nejnutnější vybavení.
Hlavním účelem CAAT je přeprava standardizovaných 20- a 40stopých kontejnerů z kontejnerových lodí na pobřeží bez nutnosti zakotvení v přístavu (a tedy použití běžné přístavní infrastruktury – jeřáby, apod.), což najde využití např. při živelních a jiných katastrofách. Zatím se testuje prototyp v měřítku 1:5, který je vybaven housenkovými pásy. Ty tvoří vzduchem plněné desky z tuhé pěny, na vodní hladině se chovají jako plováky.